# Eleazar Jiménez
Eleazar Jiménez Zerquera (Ciego de Ávila, 25 giugno 1928 – 6 maggio 2000) è stato uno scacchista cubano.
Ottenne il titolo di Maestro Internazionale nel 1963. 

## Principali risultati
Vinse cinque volte il campionato cubano (1957, 1960, 1963, 1965 e 1967) e tre volte il campionato panamericano (1963, 1966 e 1970). 
Dal 1964 al 1974 partecipò con la nazionale cubana a 7 olimpiadi degli scacchi (5 volte in prima scacchiera), realizzando 56,5 punti su 105 partite (53,8%). Ottenne il suo miglior risultato nelle olimpiadi di Nizza 1974 (+6 –0 =4 in quarta scacchiera).
Nel 1966 fu 1°-2° con Albéric O'Kelly de Galway nel torneo della Costa del Sol a Malaga; nel 1967 fu 2° nel torneo zonale di Caracas; nel 1969 vinse il torneo zonale di Quito, superando negli spareggi Olavo Yépez (2,5–0,5). 
Nel 1970 partecipò al torneo interzonale di Palma di Majorca (vinto da Bobby Fischer), classificandosi al 24º posto. Nel 1971 partecipò in prima scacchiera a San Miguel de Tucumán  al primo campionato Panamericano a squadre, vincendo l'argento di squadra.